# Andorre au Concours Eurovision de la chanson 2008
L'Andorre a de nouveau opté pour une sélection interne cette année[Quand ?], et fut le premier pays à choisir son représentant pour Belgrade. Il s'agit de Gisela, une chanteuse espagnole ayant participé à la première saison d'Operacion Triunfo, ce qui lui avait déjà valut d'apparaître en tant que choriste à l'Eurovision 2002, à Tallinn, derrière la candidate espagnole Rosa. La chanteuse fut sélectionnée le 11 novembre 2007 tandis que la chanson, intitulée Casanova a été choisie en interne également le 7 décembre 2007. La chanson est un morceau de variété, typiquement "Eurovision", dont le genre ne fait plus vraiment fureur au concours.
La chanson se classe 15e ex æquo avec 22 points lors de la demi-finale le 20 mai 2008, l'Andorre n'est donc pas présente pour la finale du Concours Eurovision de la Chanson.